# Flughafen Thompson (Manitoba)

i7
i11
i13
Der Thompson Airport (IATA-Code: YTH; ICAO-Code: CYTH) befindet sich in Thompson. Es ist der drittgrößte Flughafen in der kanadischen Provinz Manitoba nach dem internationalen Flughafen Winnipeg James Armstrong Richardson und dem Winnipeg/St. Andrews Airport. Der Flughafen wurde ursprünglich 1961 von der International Nickel Company (heute Vale Inco) entwickelt, um deren Bergbaubetriebe zu unterstützen, und hatte eine Landebahn mit einer Länge von 914 m. Der Flughafen wurde 1963 an Transport Canada übertragen. Er wurde dann bis März 2000 vom Local Government District of Mystery Lake betrieben, als das Eigentum von der Thompson Regional Airport Authority übernommen wurde, die der derzeitige Betreiber ist.
Der Flughafen wird von Calm Air und Perimeter Aviation mit Flügen nach Winnipeg angeflogen. Es gibt auch Stützpunkte für Custom Helicopters, Wings Over Kississing, Fast Air Royal Canadian Mounted Police Air Services Branch und Manitoba Government Air Services. Während der Brandbekämpfungssaison ist Thompson die Heimat der Wasserbomber der Government Air.

## Zwischenfälle
- Am 29. September 1977 verlor eine Curtiss C-46 Super C Commando der kanadischen North Coast Air Services (Luftfahrzeugkennzeichen CF-CZH) aufgrund von Triebwerksproblemen an Höhe. Beim Versuch der Rückkehr wurde dann eine Notlandung in Bäumen 24 Kilometer südöstlich des Flughafens Thompson durchgeführt, bei der das Flugzeug irreparabel beschädigt wurde. Beide Piloten, die einzigen Insassen auf dem Frachtflug, überlebten den Unfall.[4]